# Öttusa az 1936. évi nyári olimpiai játékokon
Az 1936. évi nyári olimpiai játékokon öttusában egy számban avattak bajnokot.

## Éremtáblázat
(A hazai csapat eltérő háttérszínnel, az egyes számoszlopok legmagasabb értéke, illetve értékei vastagítással kiemelve.)
| Az 1936. évi nyári olimpiai játékok éremtáblázata öttusában | Az 1936. évi nyári olimpiai játékok éremtáblázata öttusában | Az 1936. évi nyári olimpiai játékok éremtáblázata öttusában | Az 1936. évi nyári olimpiai játékok éremtáblázata öttusában | Az 1936. évi nyári olimpiai játékok éremtáblázata öttusában | Olimpia  |
| ----------------------------------------------------------- | ----------------------------------------------------------- | ----------------------------------------------------------- | ----------------------------------------------------------- | ----------------------------------------------------------- | -------- |
|                                                             | Ország                                                      | Arany                                                       | Ezüst                                                       | Bronz                                                       | Összesen |
| 1.                                                          | Németország (GER)                                           | 1                                                           | 0                                                           | 0                                                           | 1        |
|                                                             |                                                             |                                                             |                                                             |                                                             |          |
| 2.                                                          | Egyesült Államok (USA)                                      | 0                                                           | 1                                                           | 0                                                           | 1        |
|                                                             |                                                             |                                                             |                                                             |                                                             |          |
| 3.                                                          | Olaszország (ITA)                                           | 0                                                           | 0                                                           | 1                                                           | 1        |
|                                                             |                                                             |                                                             |                                                             |                                                             |          |
| Összesen                                                    | Összesen                                                    | 1                                                           | 1                                                           | 1                                                           | 3        |

## Érmesek
| Az 1936. évi nyári olimpiai játékok érmesei öttusában |                                       |       |                                          |       |                                  |       |
| Versenyszám                                           | Arany                                 | Arany | Ezüst                                    | Ezüst | Bronz                            | Bronz |
| férfi                                                 | Gotthard Handrick · Németország (GER) | 31,5  | Charles Leonard · Egyesült Államok (USA) | 39,5  | Silvano Abba · Olaszország (ITA) | 45,5  |

## Magyar szereplés
- Orbán von Nándor 5. hely 55,5 pont
- Bartha von Rezső 8. hely 76,5 pont
- Sipeki-Balázs von Lajos 21. hely 108,5 pont